# La forma de las ruinas
La forma de las ruinas es una novela del escritor colombiano Juan Gabriel Vásquez, publicada en 2015. Está dividida en nueve partes numeradas, la última de ellas titulada con el nombre de la novela. La historia es de corte autobiográfico y aborda sucesos de la vida real, como los asesinatos de Jorge Eliécer Gaitán en 1948 y Rafael Uribe Uribe en 1914.
Su traducción al inglés fue incluida en la lista corta de nominados al Premio Internacional Booker en 2019.

## Argumento
En abril de 2014, Carlos Carballo —un abogado al que el narrador conoció nueve años atrás— es puesto bajo arresto por intentar apoderarse del traje que vestía Jorge Eliécer Gaitán el día de su asesinato. Vásquez y Carballo se conocieron por medio del médico Francisco Benavides, cuyo padre —experto en ciencias forenses— fue maestro de Carballo en la universidad. Tras varios años viviendo en España, Vásquez regresa a Bogotá en 2012. Casi dos años después se reencuentra con Carballo. Ambos escrutan el libro "Quiénes son?" de Marco Tulio Anzola, el joven que investigó la posible existencia de autores intelectuales en el homicidio del veterano de la Guerra de los Mil días, Rafael Uribe Uribe.

## Temas

### Teorías de la Conspiración
El personaje de Carlos Carballo es el eje de la historia. El narrador parece no soportarlo, aunque al mismo tiempo siente atracción hacia él. Carballo ansía ver «la verdad de las cosas». Al interactuar con Vásquez por primera vez —un 11 de septiembre—, le habla de las teorías que tiene acerca de los atentados de 2001 que terminaron con la destrucción de las Torres Gemelas, preguntando cuándo se ha visto que un árbol caiga porque le cortan la copa. Carballo, pese a sus conclusiones, es una persona culta, un estudiante que no pasó inadvertido para Luis Ángel Benavides, su maestro de ciencias forenses en la universidad. ¿En qué momento un individuo inteligente como Carballo optó por las teorías conspirativas, dejando de lado el enfoque científico de su mentor?

### Percepción de la Violencia
Carballo critica a Vásquez por su frivolidad al escribir cuentos sobre «personajes europeos que van a cazar en el bosque y se separan de la esposa», en lugar de enfocarse en la violencia que deja millares de muertos por año en casa. El narrador, en distintos puntos de la historia, rememora episodios violentos mientras analiza su percepción de ellos, como el asesinato que presenció cuando era estudiante universitario y las bombas que Pablo Escobar y sus aliados hicieron explotar en Bogotá, la ciudad donde creció.